# Gonzalo Nápoli
Gonzalo Nápoli Soria (Montevideo, 8 maggio 2000) è un calciatore uruguaiano, centrocampista del Liverpool (M) in prestito dal León.

## Caratteristiche tecniche
È un mediano.

## Carriera
Cresciuto nel settore giovanile del Defensor Sporting, ha esordito in prima squadra il 3 marzo 2019 disputando l'incontro di campionato vinto 2-0 contro il Rampla Juniors.

## Palmarès

### Competizioni nazionali
- Supercopa Uruguaya: 1

Liverpool (M): 2023
- Campionato uruguaiano: 1

Liverpool (M): 2023